# مصباح شنقب
مصباح شنقب هو لاعب كرة قدم دولي سابق، حيث كان  حارس مرمى المنتخب الليبي لكرة القدم، وهو من مواليد 1963م، لعب حارس مرمى في الفترة ما بين الثمانينات و التسعينيات في القرن الماضي حيث حرس مرمى نادي الأهلي طرابلس والمنتخب الوطني زهاء عشرين عاماً متواصلة.  
بدأ مشواره الدولي مع المنتخب الليبي في نهائيات كأس الأمم الإفريقية التي استضافتها ليبيا في عام 1982م، وذلك عندما كان حارسا احتياطياً مع المنتخب والذي أنهى البطولة وصيفاً بعد خسارته أمام المنتخب الغاني الذي توج باللقب في طرابلس.

## بداية مشواره الرياضي
بدأ شنقب حياته بين الخشبات الثلاثة في موسم 1977م- 1978م مع أشبال نادي الأهلي بطرابلس. وفي موسم 1981م، لعب مع الفريق الأول وفي نفس العام اختاره المدرب الهاشمي البهلول ضمن صفوف المنتخب الليبي للشباب وكانت مباراته الأولى ضد منتخب اليمن للشباب ومن ثم انضم للفريق الأول في المنتخب في العام التالي، يذكر مصباح شنقب في حواراته دائماً بأن أفضل مباراة لعبها كانت مع الأهلي بطرابلس ضد فريق الاتحاد الليبي على بطولة طرابلس لعام 1982م.
في أوج تألقه في منتصف الثمانينيات من القرن الماضي، سرق شنقب الأضواء حتى من المهاجمين آنذاك،  وقد ساهم بشكل فعال في إيصال المنتخب الليبي للمرحلة النهائية من تصفيات كأس العالم بالمكسيك عام 1985م، حيث وصل إلى المباراة الفاصلة مع منتخب المغرب بشباك نظيفة، كما كان له دور كبير في وصول فريق الأهلي بطرابلس للدور النهائي من مسابقة كأس الكؤوس الأفريقية عام 1984م والذي منع فيها فريق الأهلي طرابلس من لعبها ضد نظيره الأهلي المصري تنفيذاً لقرار المقاطعة العربية آنذاك
أطول فترة حافظ فيها مصباح شنقب على شباكه نظيفة كانت مع الأهلي طرابلس في موسم 1982م - 1983م حيث لم تهتز شباكه إلا في الدور ربع النهائي للبطولة.
إن اللاعب مصباح شنقب كان محظوظاً بثلاثي الدفاع الذي يذود عنه في المنتخب الليبي والمكون من علي البشاري لاعب (الأهلي بنغازي) و أبوبكر باني لاعب (الاتحاد) وصالح صولة لاعب (الأهلي طرابلس)، لاشك بأن هناك الكثيرين ممن يرون في شنقب الحارس الليبي الأفضل على مر تاريخ الكرة الليبية، وهذا ما أكده استفتاء في بداية التسعينيات قامت به صحيفة الجماهيرية الليبية عن أفضل لاعب ليبي، حيث تقدمهم شنقب بنسبة تفوق 80%، كما تم اختياره ثالث حارس من ضمن أفضل خمس حراس أفارقة من مجلة فرانس فوتبول الفرنسية عام 1993م، ويعتبر شنقب هو الأكثر تتويجا بين لاعبي الأهلى طرابلس فقد فاز خمس مرات ببطولة الدوري ومرتين بالكأس منذ موسم 1980م وبعد أكثر من 500 مباراة رسمية في عشرين موسم قرر الاعتزال في العام الذي اختارته صحيفة الشباب والرياضة الصادرة عن اللجنة الأولمبية الليبية حارسا للقرن العشرين في بلاده، في آخر مشواره الرياضي لعب محترفاً لنادي العاصمة المالطية، 
وقد تولى منصب مساعد مدرب عام 2006م وتحصل على الكأس مع الاهلي طرابلس وتولى ايضاً مدرب الحراس لفريق الأهلي بطرابلس لسنة 2020م.

## محطات في حياة شنقب
- يحتفظ بالرقم القياسي بنظافة شباكه في الدوري المحلي الذي سجله عام 1984 ميلادي في إحدي عشرة مباراة.
- كما تم اختياره عام 1981 م من قبل المدرب الهاشمي البهلول للعب في الفريق الأول بالنادي الأهلي بطرابلس وكانت مباراته الأولى أمام فريق الوحدة وهذه المباراة كانت نقطة انطلاق شنقب.وفي نفس العام إختاره المدرب الهاشمى البهلول ضمن تشكيلة منتخب الشباب.
- المدرب المجري بيلاجويل اختاره عام1982 م ليكون الحارس الثالث في منتخبنا الوطني في كأس أمم أفريقيا الثانية عشرة التي أقيمت بالجماهيرية العظمى ولكنه لم يشارك في أي مباراة من البطولة.
- عام 1983 شارك في أول مباراة مع منتخبنا الوطني وكانت أمام المنتخب المالطي في لقاء ودي ولعب شوطاً واحداً فقط.
- إن أفضل حدث رياضي عاشه هذا اللعب طوال مشواره الرياضي هو فوز الأهلي بلقب دوري الجماهيرية عام 1993 في بنغازي بعدما سجّل غياب النادي الأهلي عن البطولة لمدة تسعة سنوات وكان على حساب فريق الاتحاد.
- عام 1992 تحصّل شنقب على لقب أفضل ثاني حارس على مستوى القارة الأفريقية رغم عدم وجود مشاركات دولية في ذلك الوقت بسبب الظروف السياسية لليبيا وقتها.
- خاض شنقب أجمل مبارياته أمام الاتحاد عام 1980 وفاز الأهلي بركلات الترجيح وفي عام 1994أمام الاتحاد أيضاً وفاز الأهلي بهدف دون رد.
- من أجمل مبارياته مع المنتخب، مباراتهُ أمام المنتخب الغاني ضمن التصفيات الإفريقية المؤهلة لكأس العالم 1986 وانتهت بالتعادل السلبي وقد أُقيمت بغانا. والمبارة التي خاضها امام المنتخب العاجى وتمكن من صد ركلة جزاء والمبارة اقيمت في العاصمة الإفوارية عام 1987م.
- جيل الثمانينيات هو الأفضل من وجهة نظره باعتباره أنه قضى معها أجمل الذكريات رغم أنه عاصر عدة أجيال بالنادي الأهلي ط.
- تلقّى بطاقة حمراء مرة واحدة فقط في حياته الرياضية كانت في لقاء الأهلي والاتحاد بعدما رفعها في وجهه حكم اللقاء المغربي خلال الدقيقة السابعة من الشوط الثاني.
- أشرف على تدريبه عدة مدربين نذكر منهم في الأهلي الهاشمي البهلول، علي الأسود، حسين الجدايمي، اليوغسلافي» جوكا«، عبد البارئ الشركسي، التشيكي» اوتكاردوليش«، الإيطالى برسلينى والالمانى بيتر هامبورق وأما في المنتخب فتدرّب على يد المجري» بيلا«، الهاشمي البهلول، محمد الخمسي، البرازيلي» مارينهو«الإيطالي برسليني، الأرجنتيني» كارلوس بيلاردو والقائمة تطول«.
- حمل شارة رئيس الفريق عام 1994 عقب اعتزال زميله عياد القاضي.
- عام 1983 شارك مع الأهلي في تصفيات بطولة الأندية الأفريقية أبطال الدوري أمام فريق تيزي أوزو الجزائرى، وعام 1984 في تصفيات كأس الأندية الأفريقية حاملة الكؤوس ولعب خلالها 8 مباريات ولعب خلالها دوراً كبيراً في وصول الأهلي للدور النهائي للبطولة للمرة الأولى في تاريخ كرة القدم الليبية، كما شارك في تصفيات بطولة الأندية العربية أبطال الدوري عام 1985 خاض خلالها مباراتين أمام الجيش المغربي.
- كانت مشاركات شنقب مع المنتخب الوطني كثيرة، ففي عام 1986 في تصفيات كأس العالم وكأس أفريقيا، والدورة العربية السادسة عام 1985 بالمغرب وتصفيات كأس العالم بإيطاليا عام 1990، والدورة العربية في لبنان وتصفيات كأس العالم وكأس أفريقيا عام 2002.
- تلقّى شنقب عدة عروض خارجية وخاصة للإحتراف في مالطا خلال توقف الأهلي عن المشاركة في الدوري لمدة عامين